# Odense Stadion
El Odense Stadion (llamado también EWII Park por razones de patrocinio) es un estadio de fútbol ubicado en la ciudad de Odense, Dinamarca. El estadio fue inaugurado en 1941 pero sometido a varias remodelaciones, la última y más importante en 2007 para adaptarse a las exigencias de la UEFA.
El estadio posee ua capacidad para 15 790 espectadores y alberga los juegos del club OB Odense de la Superliga danesa de fútbol. 
También fue sede de dos masivos conciertos musicales el primero Elton John en junio de 2007, y el segundo Roger Waters, el 13 de mayo de 2008.

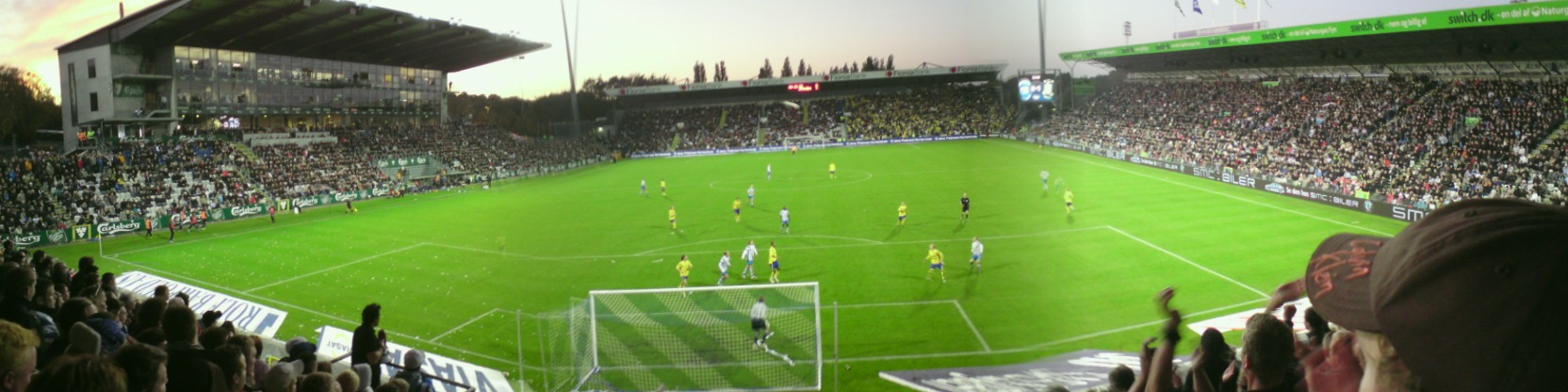
Imagen panorámica del estadio.